# カルロ・レーヴィ
カルロ・レーヴィ（Carlo Levi(イタリア語発音: [ˈkarlo ˈlɛːvi])、1902年11月29日 - 1975年1月4日）は、イタリア系ユダヤ人の画家、作家、活動家、反ファシスト、医師。

## 代表作
反ファシズム活動に参加し逮捕され、政治犯として南部ルカニア地方に流刑に処せられた時の回想録『キリストはエボリで止まった』(Cristo si è fermato a Eboli, 1945)で知られ、没後の1979年にフランチェスコ・ロージ監督により『エボリ』で映画化された。 
現在、バジリカータと呼ばれるルカニア地方は、歴史的に貧苦に喘ぐイタリア南部で最も貧しい後進地域のひとつであった。第二次世界大戦後、地方の小農民たちが経験した苦難の日々をレーヴィが明瞭にして非イデオロギー的、同情的に叙述したことから「南部問題」について全国的議論にまで発展させた。

## 生い立ち
イタリアのピエモンテ州トリノで、裕福なユダヤ人医師エルコレ・レーヴィとアンネッタ・トレヴェスの間に生まれる。その兄にクラウディオ・トレヴェス（1869 – 1933、著名なイタリア社会主義の指導者）がいる。
1917年に高校 (Liceo Alfieri)を卒業後、トリノ大学に通い、医学を学ぶ、1924年に優秀な成績で卒業した。大学で学んでいた頃、生涯を通じて政治活動に関与してゆくきっかけを作ってくれたピエロ・ゴベッティ（1901‐26、反ファシズム運動家）と友人になる。トリノ大学を卒業した直後にレーヴィは第14回ヴェネツィア・ビエンナーレ (1924年)で作品の一部を出展した。
レーヴィは医学研究を全く放棄したわけでなく、1924年から1928年までトリノ大学の臨床講義室でミケーリ教授の助手を務め、肝疾患や胆道疾患の研究に取り組んでいた。同時期、レーヴィはパリでブールギニョン教授らと一緒に専門分野の研究を続けていたが、レーヴィは1927年に絵を描くことに生涯のすべてを捧げようと決心していた。
レーヴィはパリ滞在初期、画家や医学生としてセルゲイ・プロコフィエフ、イゴール・ストラヴィンスキー、アルベルト・モラヴィア、ジョルジョ・デ・キリコなどといった20世紀の著名人たちと交流していた。 レーヴィは1932年から1934年まで大半をパリに居住し、1933年には叔父クラウディオ・トレヴェスの葬儀にも出席した。

## 政治活動と流刑

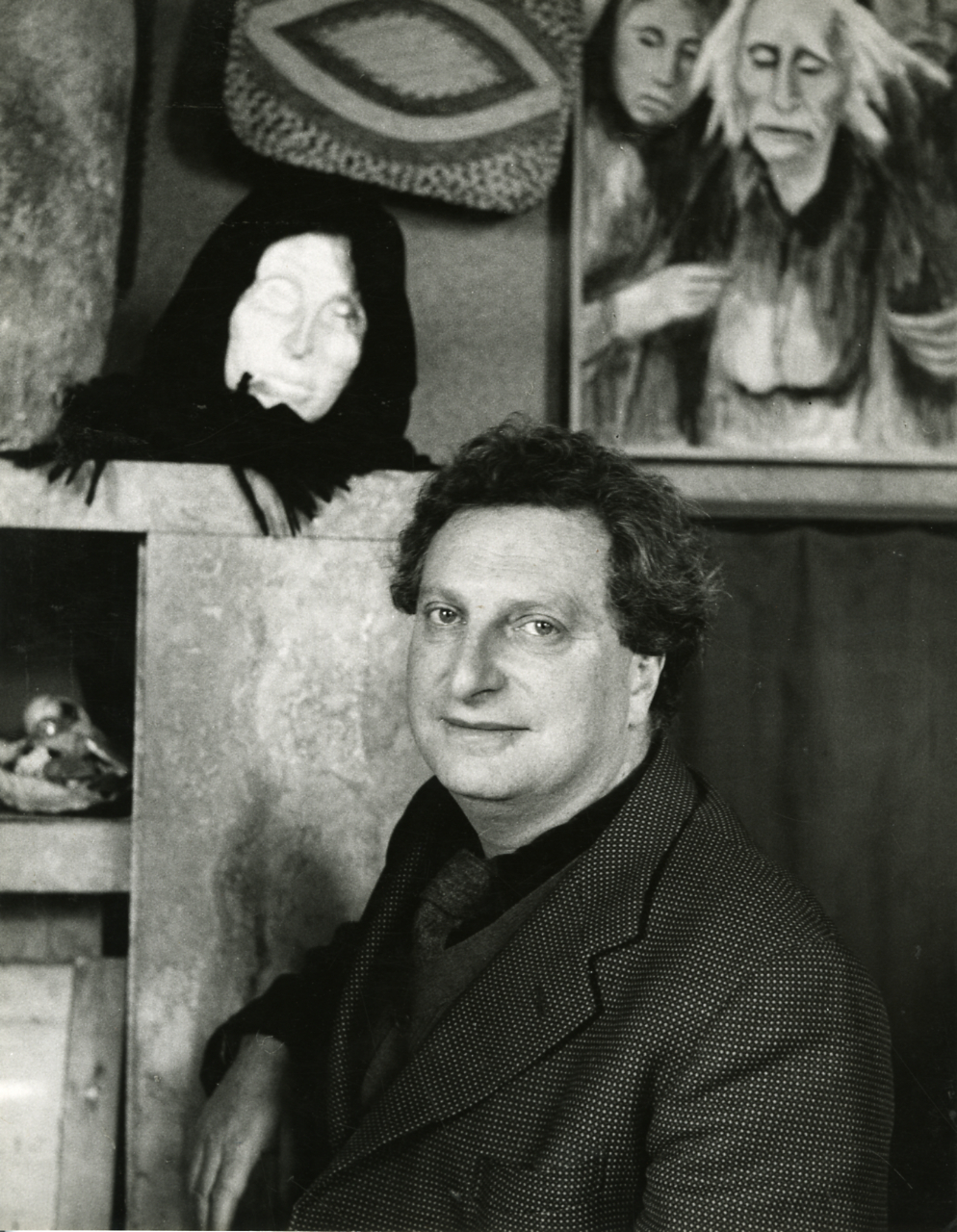
Carlo Levi in 1955. Photo by Paolo Monti (Fondo Paolo Monti, BEIC).

1929年にネロとカルロ・ロッセッリ兄弟が正義と自由 (Giustizia e Libertà)と呼ばれる反ファシズム運動団体を結成、両親と一緒にイタリアに移住したロシア系ユダヤ人レオーネ・ギンズブルグ（夫人がナタリア・ギンズブルグ）と共にイタリア支部の指導者に就任 (1932年)。 カルロはフランチェスコ・メンツィオと共にジェシ・ボズウェル、ジジ・チェッサ、ニコラ・ガラント 、エンリコ・パウルッチといったすべてトリノの画家で構成される著名な組織グルッポ・デイ・セイに加わった。
反ファシズム運動に関与、活動の結果、レーヴィは逮捕され、1935年から1936年にかけて、ルカニア地方と呼ばれていたイタリアの僻地にある町アリアーノ (著書の中ではガリアーノとしている)へと流刑に処せられる。アリアーノでは、裕福なイタリア北部ではほとんど知る由もなかった貧困を目の当たりにする。医学部を卒業後に診療をしたことは一度もなかったけれども、村人を診察する医師の一人として働く。流刑中、絵画を描くことに多くの時間をさいている。解放後、フランスに移住、1939年から1941年まで住んでいる。1941年にイタリアに戻り、その後、フィレンツェで逮捕され、ムラテ刑務所に収監される。ベニート・ムッソリーニが拘束された後に解放され、ピッティ宮殿の向こう側の方で隠れ家を探す、そこで代表作『キリストはエボリで止まった』を著した。

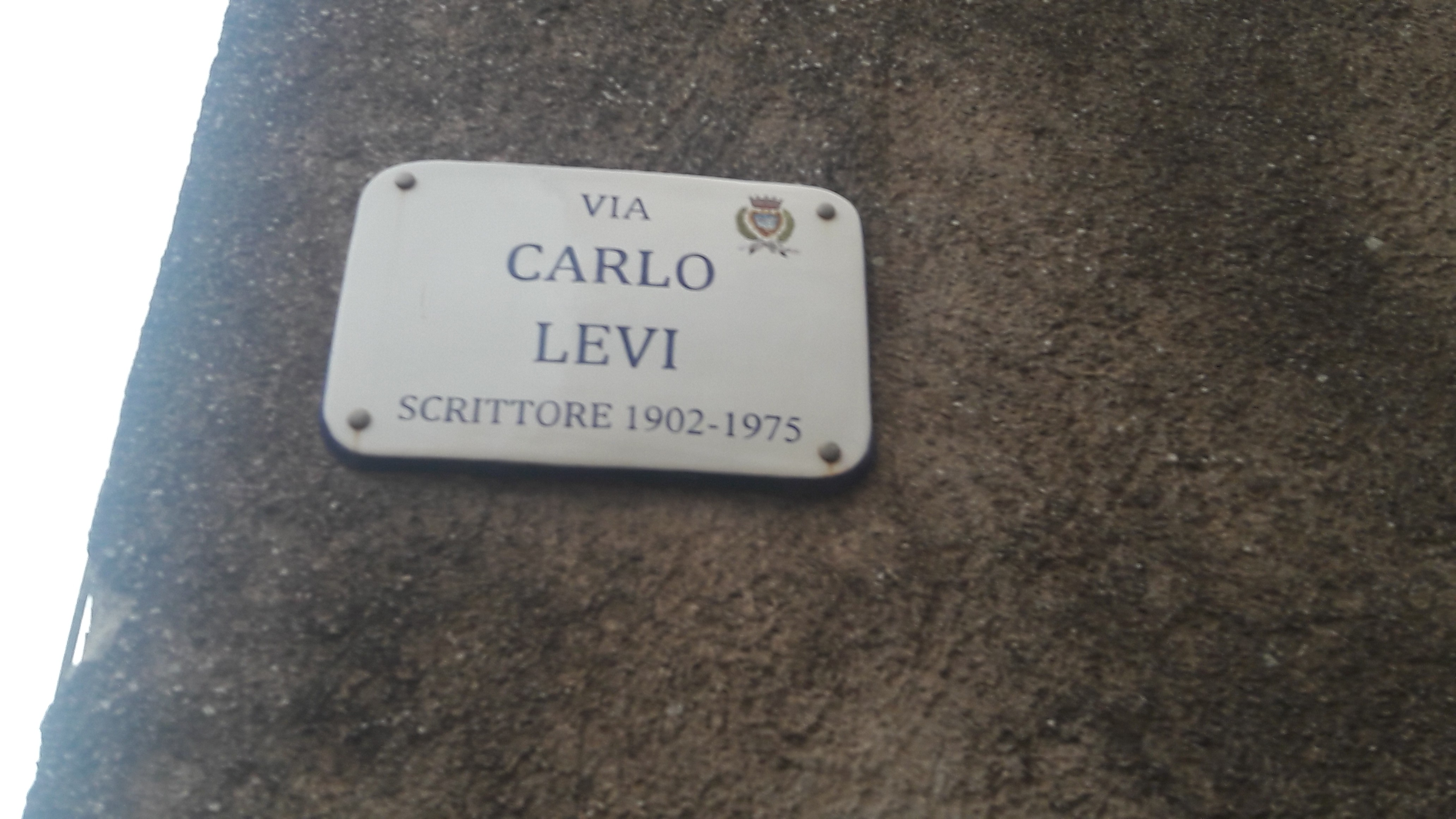
street name sign in Erice, Sicily

第二次世界大戦後、ローマに移住、共和主義の流れを受けついで生まれた反ファシズム組織パルティート・ディアツィオーネの出版物『L'Italia Libera』の編集者を1945年から1946年まで務める。
ヨーロッパやアメリカ合衆国で出展、絵描き、執筆を続けた。『L'Orologio』 (時計) (1950年)、『Le parole sono pietre』 (石の言葉) (1955年)、『Il Futuro ha un Cuore Antico』 (未来には古代の心が宿る) (1956年)といった作品を創作する。1963年にイタリア共産党の公認候補者名簿に頼らずして上院に選出、1968年に上院で再選され、1972年まで務める。1975年1月4日にローマで肺炎により死去。アリアーノに埋葬されている。 パレルモで開催された「ペルシアナ」ギャラリーで最後の作品『アポロとダフネ』を出展し、やぎ革製の太鼓の演奏を披露したあと病院に入院した。

## 文芸作品

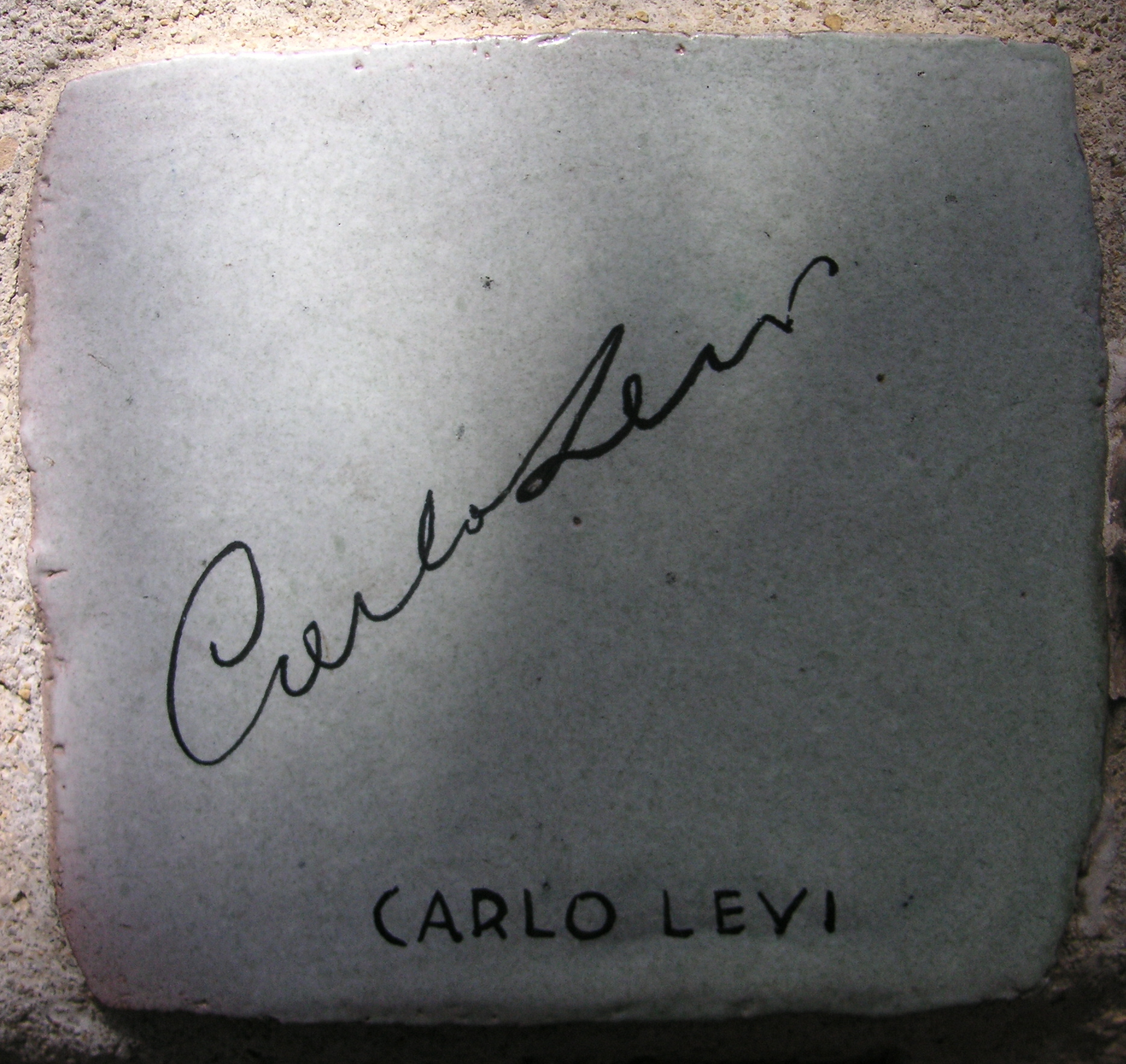
Tile autographed by Carlo Levi at Alassio.

以下、主な作品の一覧。各々の著作名、出版社名 (該当する場合)、刊年。日本語訳等。
- Paura della pittura (1942)
- Cristo si è fermato a Eboli (Einaudi, 1945年)
  - 『キリストはエボリに止りぬ』 清水三郎治訳、岩波書店「岩波現代叢書」、1953年、新装復刊1992年
  - 『キリストはエボリにとどまった』 山崎功訳 -「世界短編名作選 イタリア編」所収、新日本出版社、1977年
  - 『キリストはエボリで止まった』 竹山博英訳、岩波文庫、2016年。新訳
- Paura della libertà (1946)
- L'orologio (Einaudi, 1950)
- Le parole sono pietre (Einaudi, 1955)
- II futuro ha un cuore antico (Einaudi, 1956; won the Premio Viareggio)
- La doppia notte dei tigli (Einaudi, 1959)
- Un volto che ci somiglia (Ritratto dell'Italia) (Einaudi, 1960)
- Tutto il miele è finito (Einaudi, 1964)
- Quaderno a cancelli (Einaudi, 1979; published posthumously)
- Coraggio dei miti (Scrìtti contemporanei 1922–1974) (De Donato, 1975; published posthumously)
- Carlo Levi inedito: con 40 disegni della cecità, Donato Sperduto (ed.), Edizioni Spes, Milazzo, 2002.

また生涯を通じ、多くの作家のために数多くのはしがきや序論を書いた。詩、雑文、特にエッセイなどレーヴィの作品集も没後出版されている。

## 評論集
- Levi, Carlo, Roma fuggitiva: una città e i suoi dintorni. Saggi. Roma: Donzelli, 2002. (ISBN 978-8879896955)
- Levi, Carlo, Fleeting Rome|Fleeting Rome: In Search of the Dolce Vita. Essays. John Wiley & Sons, 2004. (ISBN 978-0-470-87183-6)
- Levi, Carlo, Stanislao G. Pugliese, and Carlo Levi. Fear of Freedom: With the Essay, "Fear of Painting". New York: Columbia University Press, 2008. (ISBN 0-231-13996-9)
- Carlo Levi inedito: con 40 disegni della cecità, Donato Sperduto (ed.), Edizioni Spes, Milazzo, 2002.
- Sperduto, Donato, Armonie lontane, Aracne, Roma, 2013.
- Ward, David, Carlo Levi, La Nuova Italia, Milano, 2002.
- Arouimi, Michel, Magies de Levi, Schena-Lanore, Fasano-Parigi, 2006.
- Dalia Abdullah, "Pittura e letteratura: Il bilinguismo di Carlo Levi", in "Riscontri. Rivista trimestrale di cultura e di attualità", XXXIV(2012),3-4,pp. 9–54.
- Oltre il buio. Scritti per Carlo Levi, a cura di P. L. Berto, Ensemble, Roma, 2013.

## 関連作品
映画
- エボリ（1979年、イタリア、監督：フランチェスコ・ロージ、主演：ジャン・マリア・ヴォロンテ）

日本語研究
- 上村忠男『カルロ・レーヴィ『キリストはエボリで止まってしまった』を読む　ファシズム期イタリア南部農村の生活』平凡社ライブラリー、2010年